# Royal charter
Royal charter er et dokument hvor monarken garanterer visse rettigheder til en by, et universitet eller et kommercielt selskab. Af kendte selskaber som blev oprettet ved royal charter er det fremdeles eksisterende Hudson's Bay Company og Det britiske Ostindiske kompagni som er nedlagt.
I USA blev flere af de tidligste uddannelsesinstitutioner etableret ved royal charter, heriblandt Harvard College ved det nuværende Harvard University, og Yale University.